# جوزيف فاي (رسام)
جوزيف فاي (بالألمانية: Joseph Fay)‏ هو رسام ألماني، ولد في 10 أغسطس 1813 في كولونيا في ألمانيا، وتوفي في 27 يوليو 1875 في دوسلدورف في ألمانيا.